# Local Authority Accommodation

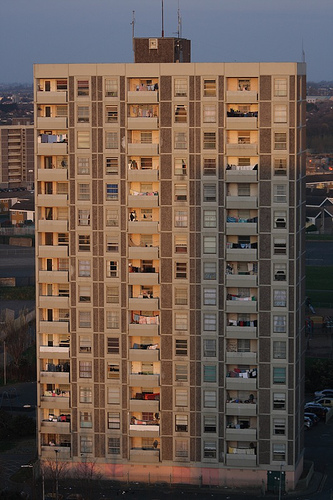
Torre em Ballymun a partir de abril de 2007

Local Authority Accommodation é uma forma de alojamento público fornecida na Irlanda por vários conselhos municipais e corporações da cidade, juntamente com conselhos urbanos. Em Dublin, o exemplo mais notável e visível de acomodação das autoridades locais é o Ballymun Flats, perto do Aeroporto de Dublin.
As propriedades das casas foram construídas em todo o país em vários estágios, geralmente com padrões estritos.
Em 2006, o governo irlandês orçou pouco mais de 1 bilhão de euros para necessidades de habitação social.